# Кобильники (Куявсько-Поморське воєводство)
Кобильники (пол. Kobylniki) — село в Польщі, у гміні Крушвиця Іновроцлавського повіту Куявсько-Поморського воєводства.
Населення — 696 осіб (2011).
У 1975-1998 роках село належало до Бидгощського воєводства.

## Демографія
Демографічна структура станом на 31 березня 2011 року:
|          | Загалом | Допрацездатний вік | Працездатний вік | Постпрацездатний вік |
| -------- | ------- | ------------------ | ---------------- | -------------------- |
| Чоловіки | 349     | 58                 | 252              | 39                   |
| Жінки    | 347     | 55                 | 195              | 97                   |
| Разом    | 696     | 113                | 447              | 136                  |